# Хајдвилер
Хајдвилер (фр. Heidwiller) насеље је и општина у источној Француској у региону Алзас, у департману Горња Рајна која припада префектури Алткирх.
По подацима из 2011. године у општини је живело 610 становника, а густина насељености је износила 136,16 становника/km². Општина се простире на површини од 4,48 km². Налази се на средњој надморској висини од 280 метара (максималној 360 m, а минималној 259 m).

## Демографија
| 1962. | 1968. | 1975. | 1982. | 1990. | 1999. | 2011. |
| ----- | ----- | ----- | ----- | ----- | ----- | ----- |
| 309   | 321   | 426   | 493   | 531   | 601   | 610   |

График промене броја становника у току последњих година